# Liste der Mitglieder der Beratenden Landesversammlung (Thüringen)
Diese (unvollständige) Liste beinhaltet die Mitglieder der Beratenden Landesversammlung in Thüringen 1946.

## Zusammensetzung
| Partei                 | Sitze      |
| ---------------------- | ---------- |
| SED                    | 10 Mandate |
| CDU                    | 10 Mandate |
| LDPD                   | 10 Mandate |
| FDGB                   | 10 Mandate |
| VdgB                   | 5 Mandate  |
| FDJ                    | 3 Mandate  |
| Frauenausschüsse       | 3 Mandate  |
| IHK                    | 3 Mandate  |
| Handelskammern         | 3 Mandate  |
| Einzelpersönlichkeiten | 12 Mandate |

## Mitglieder
| Name                    | Partei               | Anmerkung                                                                                     |
| ----------------------- | -------------------- | --------------------------------------------------------------------------------------------- |
| Willi Albrecht          | FDGB                 |                                                                                               |
| Felix Arndt             | LDP                  |                                                                                               |
| Rudolf Barthelmös       | Handwerkskammer      | Wohnort Erfurt                                                                                |
| Heinz Baumeister        | Handwerkskammer      |                                                                                               |
| Fritz Baumgarten        | CDU                  |                                                                                               |
| Hermann Becker          | LDP                  |                                                                                               |
| Max Bense               | Einzelpersönlichkeit | parteilos, Berufung durch den Landespräsidenten                                               |
| Wilhelm Böhm            | FDGB                 |                                                                                               |
| Johannes Bohr           | VdgB                 | Wohnort Saalfeld                                                                              |
| Esther-Maria von Coelln | CDU                  |                                                                                               |
| Irene van Diemen        | Frauenausschuß       |                                                                                               |
| Hugo Dornhofer          | CDU                  |                                                                                               |
| Joseph Eckart           | SED                  |                                                                                               |
| Werner Eggerath         | SED                  |                                                                                               |
| Paula Ehmer             | CDU                  | ab 25.9. 1946                                                                                 |
| Karl Erle               | Einzelpersönlichkeit | SED, Berufung durch den Landespräsidenten, Erfurter Schulrat                                  |
| Richard Eyermann        | SED                  |                                                                                               |
| Paul Fischer            | FDGB                 | Wohnort Merkers                                                                               |
| Josef Freusberg         | Einzelpersönlichkeit | CDU, Berufung durch den Landespräsidenten                                                     |
| August Frölich          | SED                  |                                                                                               |
| Dr. Alphons Gaertner    | Einzelpersönlichkeit | LDP, Berufung durch den Landespräsidenten                                                     |
| Anne-Marie Göpel        | FDJ                  | Wohnort Eisenach                                                                              |
| Kurt Gronwald           | IHK                  |                                                                                               |
| Georg Grosse            | CDU                  |                                                                                               |
| Carl Häser              | LDP                  |                                                                                               |
| Karl Hamann             | LDP                  |                                                                                               |
| Friedrich Heilmann      | SED                  |                                                                                               |
| Hermann Henselmann      | Einzelpersönlichkeit | SED, Berufung durch den Landespräsidenten                                                     |
| Karl Hermann            | SED                  | Wohnort Sonneberg                                                                             |
| Lucine Hessel           | Frauenausschuß       |                                                                                               |
| Johanna Himmler         | SED                  |                                                                                               |
| Ernst Horn              | FDJ                  |                                                                                               |
| Ricarda Huch            | Einzelpersönlichkeit | parteilos, Berufung durch den Landespräsidenten                                               |
| Karl Ißleib             | CDU                  |                                                                                               |
| Karl Körner             | IHK                  | Wohnort Gera                                                                                  |
| Hugo Kolk               | FDGB                 |                                                                                               |
| Arthur Kott             | FDGB                 | Wohnort Arnstadt                                                                              |
| Willi Kroneberg         | FDGB                 | bis 25.9. 1946                                                                                |
| Walter Kröner           | CDU                  |                                                                                               |
| Paula Kuhl              | Frauenausschuß       |                                                                                               |
| August Kunze            | FDGB                 |                                                                                               |
| Rudolf Kupfer           | FDJ                  |                                                                                               |
| Prof. Richard Lange     | Einzelpersönlichkeit | parteilos, Berufung durch den Landespräsidenten; Universitätsprofessor in Jena, Strafrechtler |
| Heinrich Langsdorf      | LDP                  |                                                                                               |
| Georg Lotz              | VdgB                 |                                                                                               |
| Herbert Lubowski        | LDP                  |                                                                                               |
| Max Lüdecke             | SED                  |                                                                                               |
| Anneliese von Massow    | LDP                  | Wohnort Weimar                                                                                |
| Johannes Mebus          | Einzelpersönlichkeit | CDU, Berufung durch den Landespräsidenten                                                     |
| Dr. Moritz Mitzenheim   | Einzelpersönlichkeit | parteilos, Berufung durch den Landespräsidenten                                               |
| Otto Möller             | LDP                  | Wohnort Sonneberg                                                                             |
| Martin Mulert           | LDP                  |                                                                                               |
| Theodor Plivier         | Einzelpersönlichkeit | parteilos, Berufung durch den Landespräsidenten                                               |
| Paula Rabetke           | VdgB                 |                                                                                               |
| Anna Riemer             | FDGB                 | Wohnort Meiningen                                                                             |
| Walther Rücker          | CDU                  |                                                                                               |
| Emma Sachse             | SED                  |                                                                                               |
| Albert Sauerbrey        | VdgB                 | Wohnort Hümpfershausen                                                                        |
| Alfred Schlag           | Handwerkskammer      |                                                                                               |
| Hans-Eugen Schlumm      | FDGB                 |                                                                                               |
| Otto Schneider          | CDU                  |                                                                                               |
| Dr. Friedrich Schomerus | Einzelpersönlichkeit | LDP, Berufung durch den Landespräsidenten; Geschäftsführer des Unternehmens Carl Zeiss        |
| Josef Streb             | Einzelpersönlichkeit | CDU, Berufung durch den Landespräsidenten; Propst von Heiligenstadt, bis 25.9.1946            |
| Paul Volkmann           | SED                  |                                                                                               |
| Edgar Wahl              | LDP                  | geboren am 24. September 1889; verstorben am 9. April 1970                                    |
| Ernst Walter            | CDU                  |                                                                                               |
| Erna Walther            | FDGB                 |                                                                                               |
| Annemarie Weise         | VdgB                 | Wohnort Frankendorf                                                                           |
| Curt Witschel           | IHK                  |                                                                                               |
| Kurt Woiteczek          | CDU                  | Wohnort Altenburg                                                                             |

## Varia
Ein Zitat der Schriftstellerin und Historikerin Ricarda Huch aus ihrer Zeit als Alterspräsidentin der Beratenden Landesversammlung Thüringen schmückt heute das Parlament in Erfurt und würdigt zugleich die Beratende Landesversammlung Thüringen: Wer den Thüringer Landtag durch den ursprünglichen Eingang an der Arnstädter Straße betritt, trifft im Foyer auf ihre Worte vom 12. Juni 1946, die wie eine Widmung wirken: „Es sei dem Lande Thüringen beschieden, dass niemals mehr im wechselnden Geschehen ihm diese Sterne untergehen: Das Recht, die Freiheit und der Frieden.“